# Pinnwandmoderation

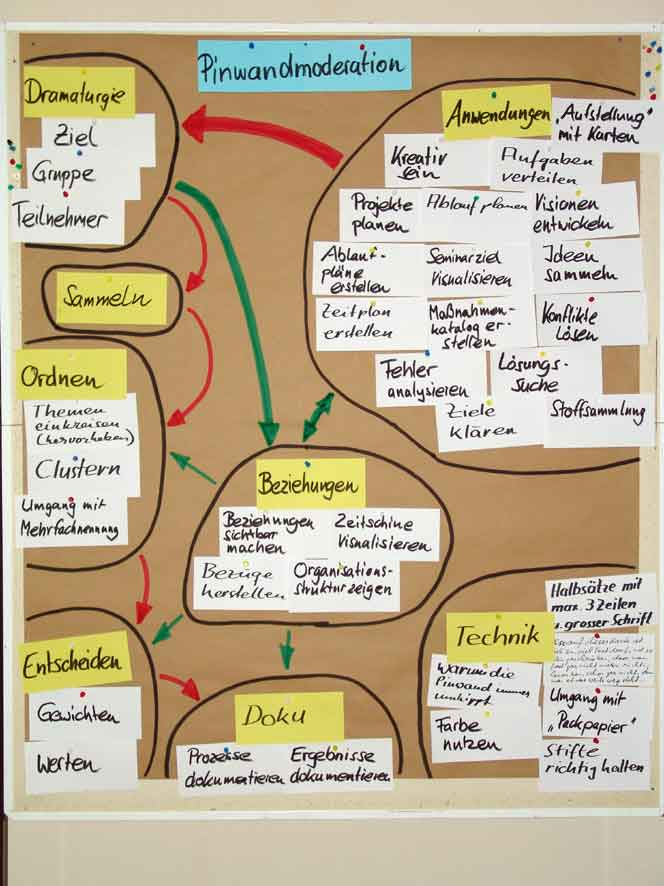
Pinnwandmoderation

Die Pinnwandmoderation ist eine Moderationsmethode für die Arbeit mit Gruppen. Dabei werden im Team Ideen produziert, gesammelt, geordnet, bewertet und entschieden. Kern der Methode ist die Visualisierung von Inhalten und Prozessen durch Text und Bilder.

## Ziele
Moderation ist eine Methode zur Steuerung der Kommunikation in Arbeitsgruppen. Sie fördert die motivierte, aktive Mitarbeit aller Beteiligten. Ziel ist eine gemeinsame Arbeit an einem gemeinsamen Ziel, und ein für alle nachvollziehbares, gemeinsam entwickeltes Ergebnis.
- Ideen produzieren: Kreative Ideen werden auf Karten geschrieben. Diese Kartentechnik ist eine Form des Brainwriting (die schriftliche Form von Brainstorming). Je mehr Karten desto besser, und wie im Brainstorming gilt: alles ist erlaubt, auch „Verrücktes“. In einer Variante werden die Karten an den Nachbarn gegeben, der diese als Anregung für weitere oder weiterführende Ideen nimmt.
- Fragen sammeln: Zu einem Thema werden Fragen oder Probleme gesammelt. Dadurch erschließt sich die größere Breite und Tiefe des Themas aus der Sicht aller Teilnehmer.
- Meinungen austauschen: Zu einer Frage werden Gedanken, Meinungen, Aspekte gesammelt. Dadurch werden die Sichtweisen aller Teilnehmer für alle ersichtlich.
- Lösungen erarbeiten: Für Aufgaben werden Arbeitsschritte geplant und Verantwortlichkeiten festgelegt. Für Konflikte werden Lösungen gesucht (siehe Konfliktlösung).

## Methoden

### Thesen
Die Moderation beginnt mit einer These – oder mehreren widersprüchlichen Thesen –, aus denen strukturierende Fragen abgeleitet werden. Die These beschreibt das Thema und mögliche Ziele, macht neugierig und aktiviert. Beispiel: „Biosprit verstärkt Hungersnot dramatisch“ oder „Frust und Langeweile führen zu Übergewicht“ oder „Ein sicherer Arbeitsplatz erhöht die Identifikation und die Leistung“ oder „Wenn wir so weitermachen, stehen wir vor dem Ruin“. Die Thesen werden oft von einer Führungskraft oder von einem Vertreter einer besonders betroffenen Gruppe vorgetragen.
Thesen werden im Verlauf der Moderation auch als ausdruckskräftige Zusammenfassung von Ergebnissen verwendet (Beispiel: „In Argentinien wird Mais als Lebensmittel knapp“). Oder zur Einschätzung der Stimmung (Beispiel: „Ich überlege einen Umstieg auf Biosprit-ja/nein“).

### Kartenabfrage

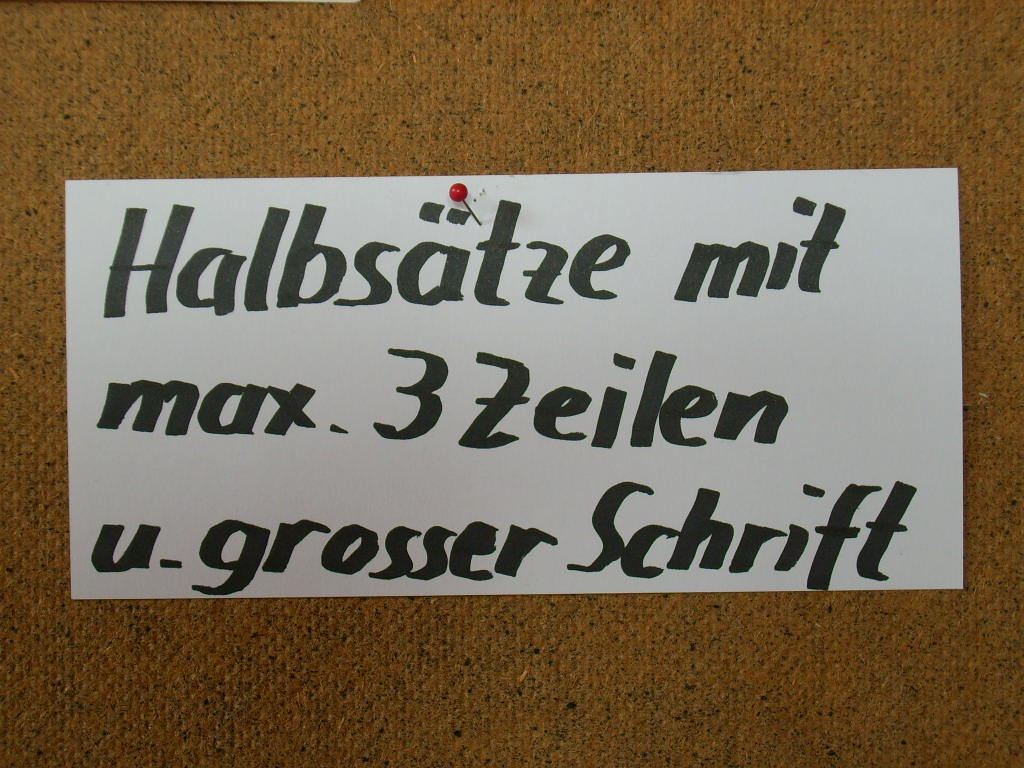
Moderationskarte

Jede Kartenabfrage beginnt mit einer eindeutigen Frage. Beispiel: „Was sind die entscheidenden Aufgaben des Lehrers?“ oder „Was sind die Ziele unserer Schule?“ oder „Was könnte jemanden hindern, bei der Klassenfahrt mitzufahren?“ und „Welche Lösungsideen gibt es dafür?“
Die Durchführung einer Kartenabfrage umfasst folgende Schritte:
1. Fragestellung / Ziel der Abfrage erklären
2. Methode erklären
3. Karten und Filzstifte austeilen
4. jeder Teilnehmer schreibt seine Ideen auf seine Karten (z. B. 10 Minuten)
5. jede Karte wird an die Wand gepinnt (anregend für weitere Ideen)
6. Ordnen und Gruppieren der Karten (gemeinsames Verständnis der Karten)

Je nach Aufgabe werden dann Visionen konkretisiert und in Ziele übersetzt, Probleme analysiert, Prioritäten gesetzt, Prozesse gestaltet, Projekte entwickelt, Aktionen geplant, Termine vereinbart.

### Zurufabfrage
Eine Alternative zur Kartenabfrage ist die Zurufabfrage. Dabei wird wie gewohnt eine eindeutige Frage gestellt, und die Teilnehmer rufen ihre Antworten einem Schreiber zu, der diese dann in einem Halbsatz auf je eine Karte schreibt. Anschließend werden die Karten vom Moderator vorgelesen und mit Hilfe der Gruppe nach Themen geordnet an die Wand gepinnt. Dies hilft bei Teilnehmern mit wenig Übung im Formulieren und Schreiben, nimmt aber gleichzeitig Eigenverantwortung.

### Ordnen und „clustern“
Zum Ordnen werden die Karten entsprechend umgesteckt. Die Karten werden nach Themen gruppiert in „Cluster“ oder Spalten. Die Gruppen werden mit Überschriften versehen. Dabei können weitere Ideen auf Karten geschrieben werden.

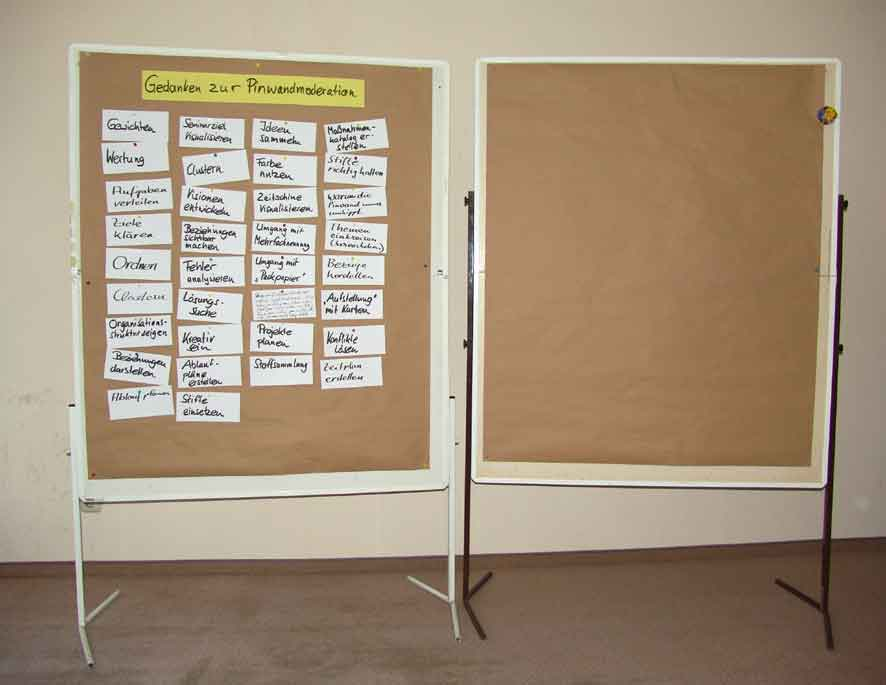
Ideen sammeln
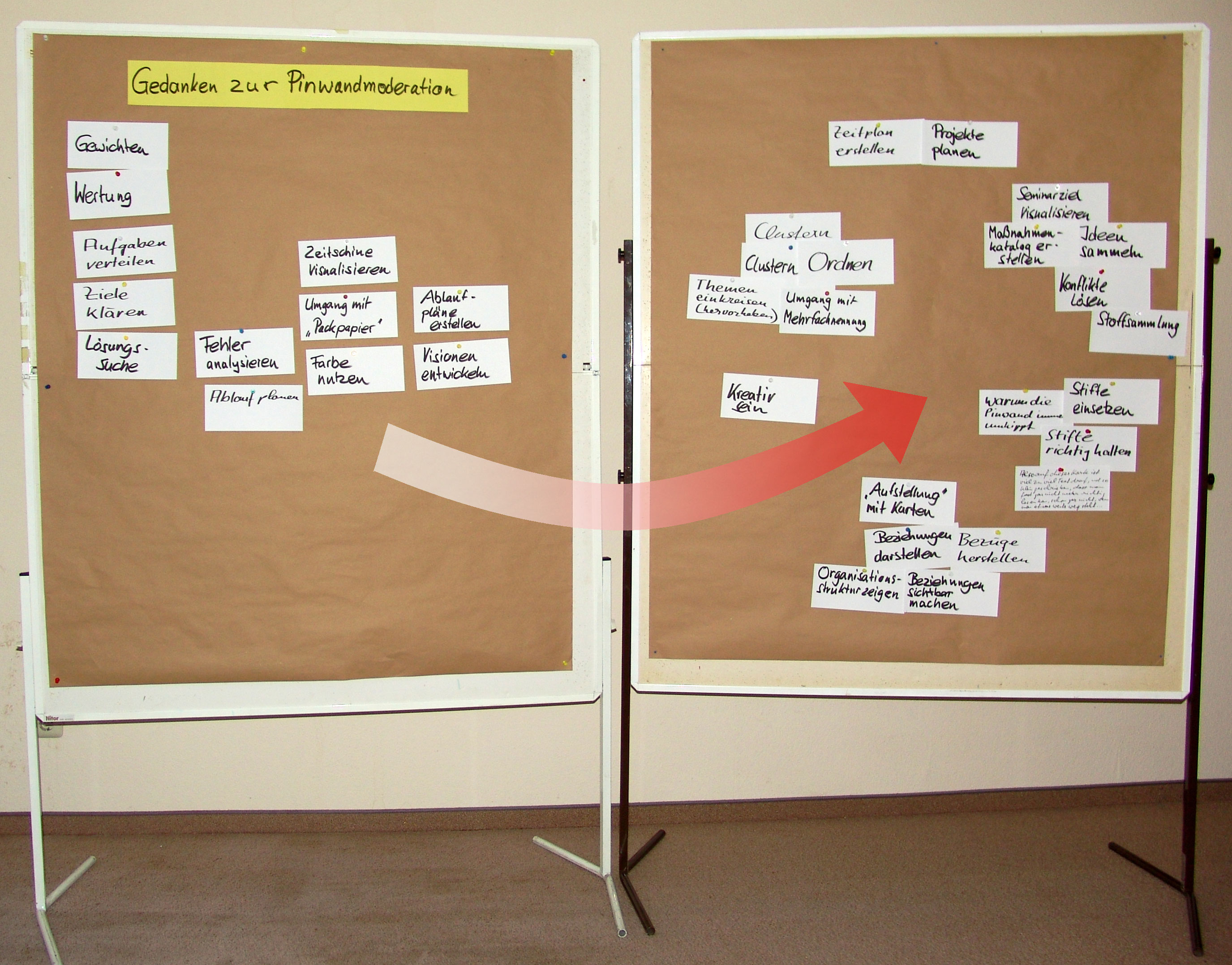
ordnen...
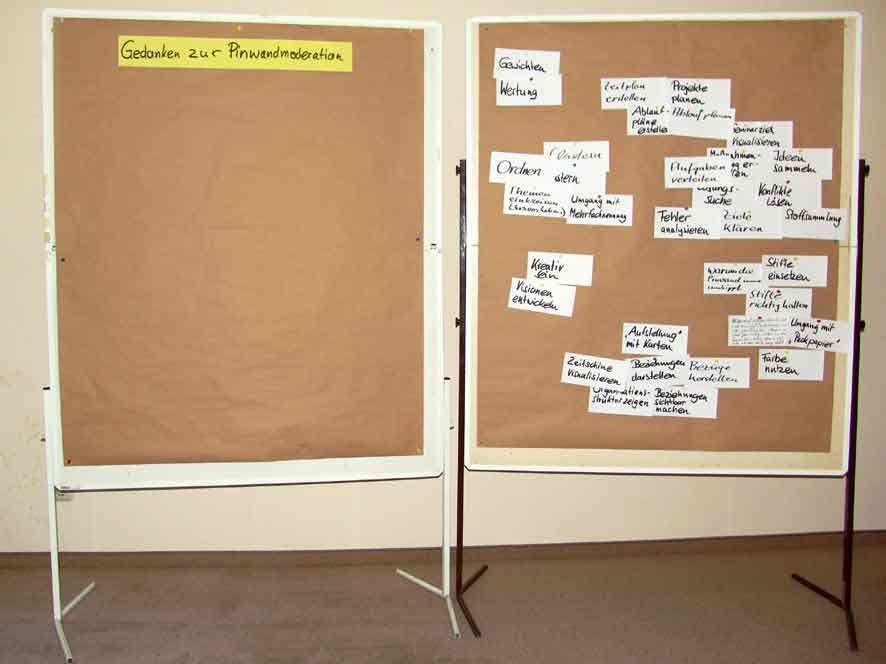
alles auf 2. Wand
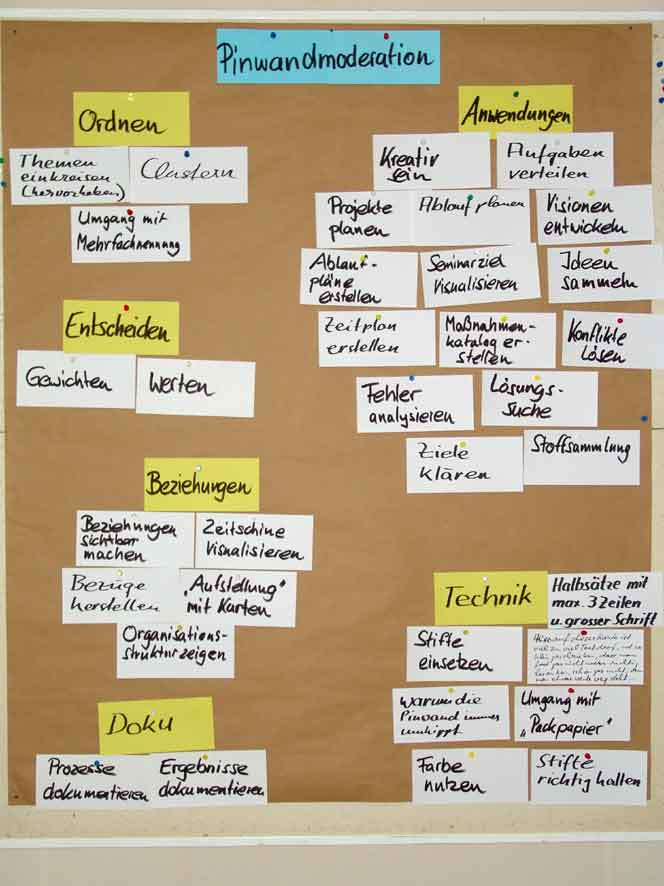
Cluster mit Überschriften

Die Gruppen werden mit Überschriften versehen. Für eine gut lesbare Schrift sowie für flächiges Colorieren eignen sich Trainermarker mit Keilspitze und ergonomischen Griffmulden und verschiedenen Farben. Beziehungen und Zusammenhänge werden mit sog. ModerationsMarkern (ebenfalls in ausdrucksstarken Farben) dargestellt (Linien, Pfeile, Piktogramme, Bilder, Comics, Mindmap, Grafik, Tabelle etc.).

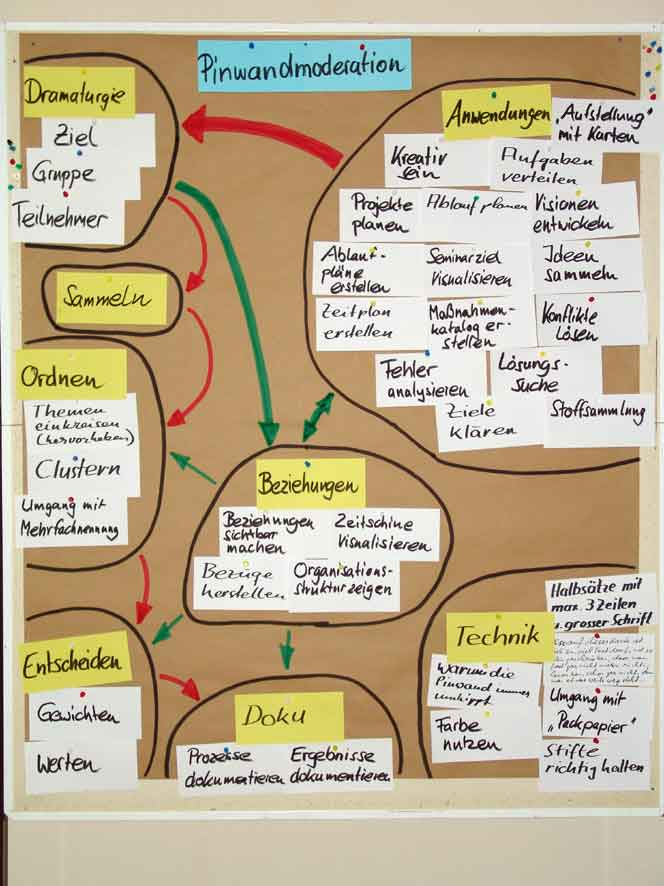
mit Beziehungen
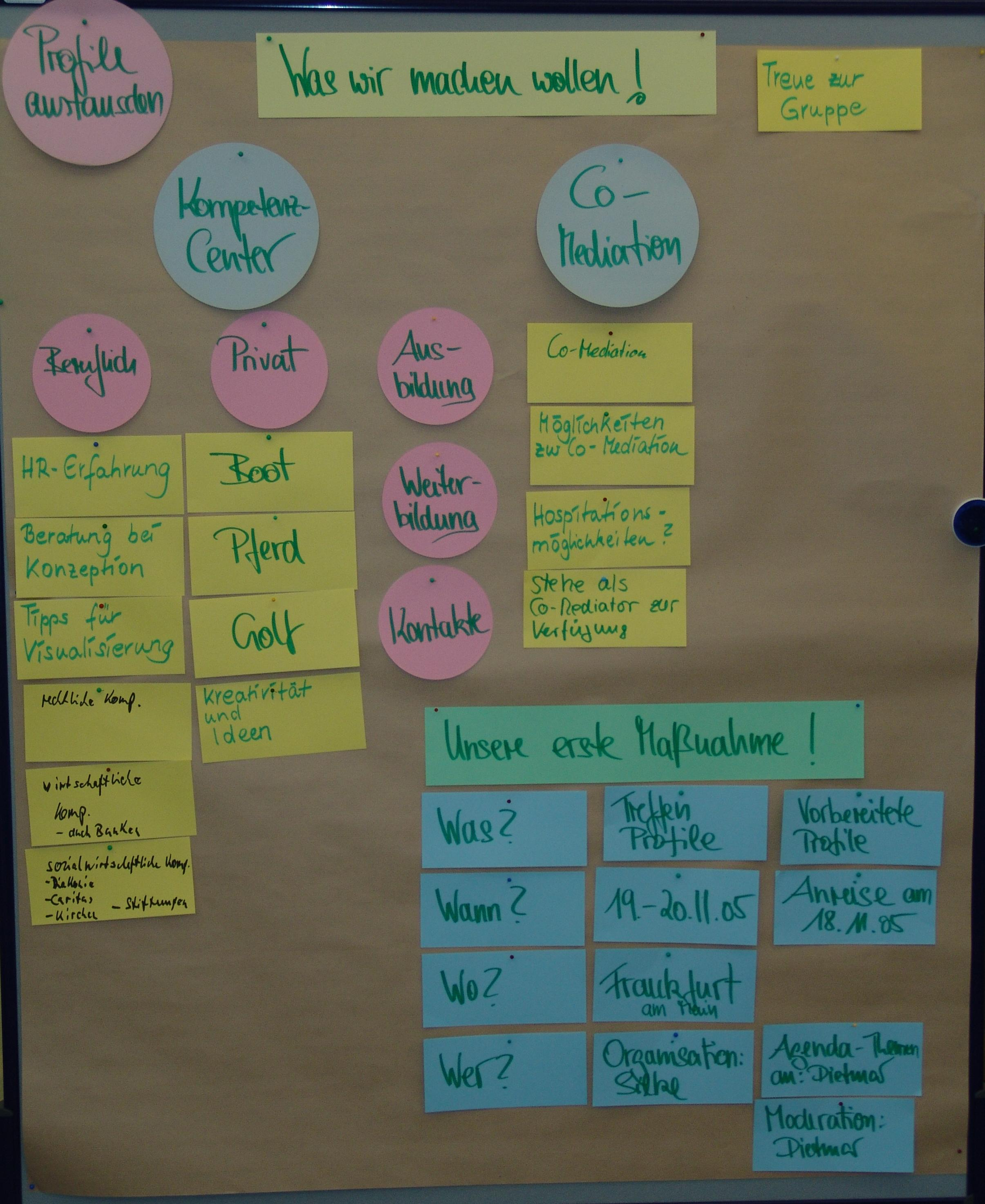
als Tabelle
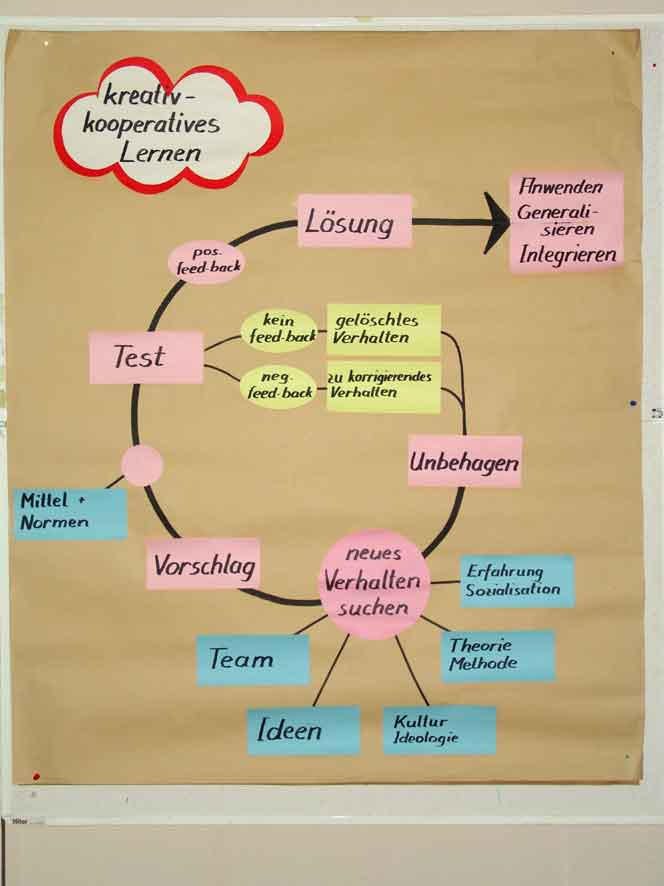
als Prozess
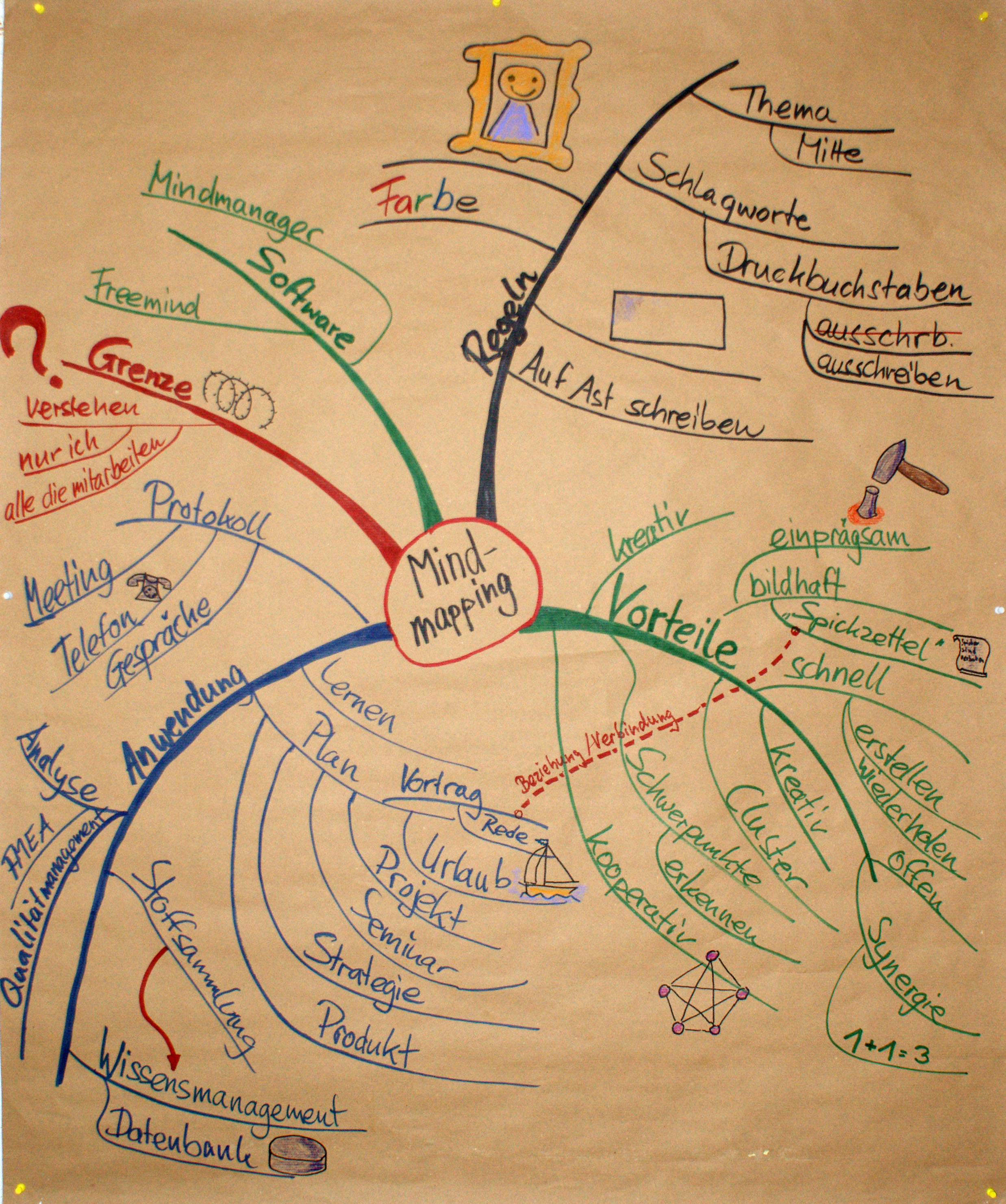
als Mindmap

### Bewerten
Karten können intuitiv (auf Zuruf) nach Bedeutung geordnet werden. Oder sie werden durch „Bepunkten“ bewertet. Dazu erhält jeder Teilnehmer beispielsweise sechs Klebepunkte und klebt davon drei Punkte an seinen Favoriten, zwei an die zweitwichtigste Karte und einen an die drittwichtigste Karte. Nachdem alle Teilnehmer ihre Punkte verteilt haben, ist auf einen Blick erkennbar, welche Karten als besonders wichtig empfunden werden. Statt Punkte zu kleben, können auch wie beim Kartenspielen Striche verteilt und in 5-er-Blöcken gezählt werden.

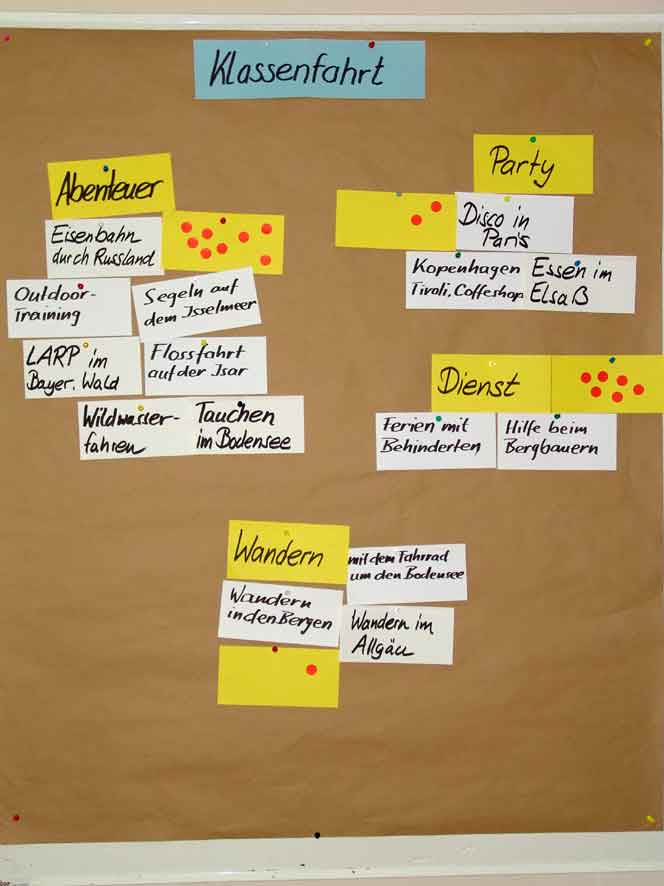
Themen wählen
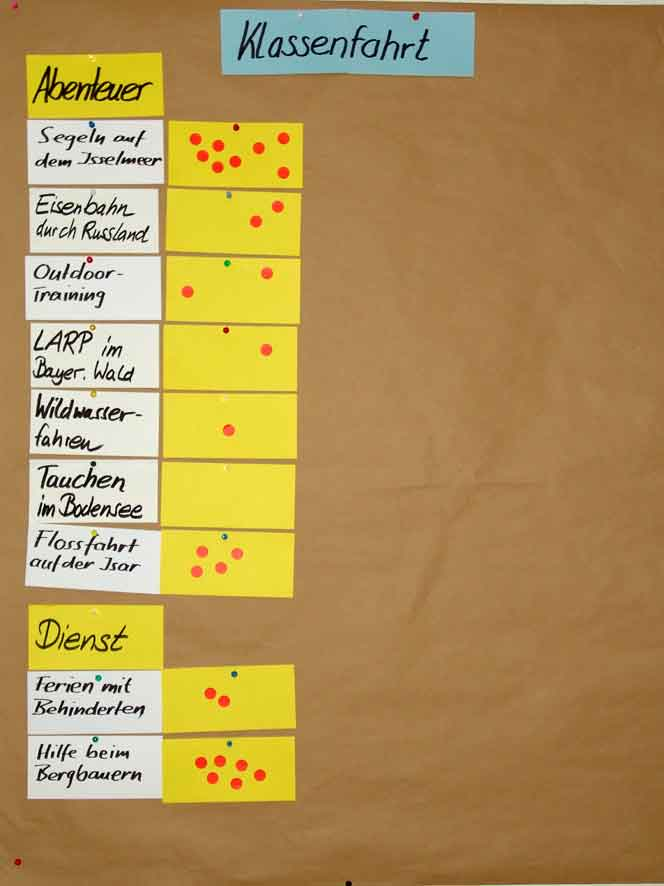
Vorschläge bewerten
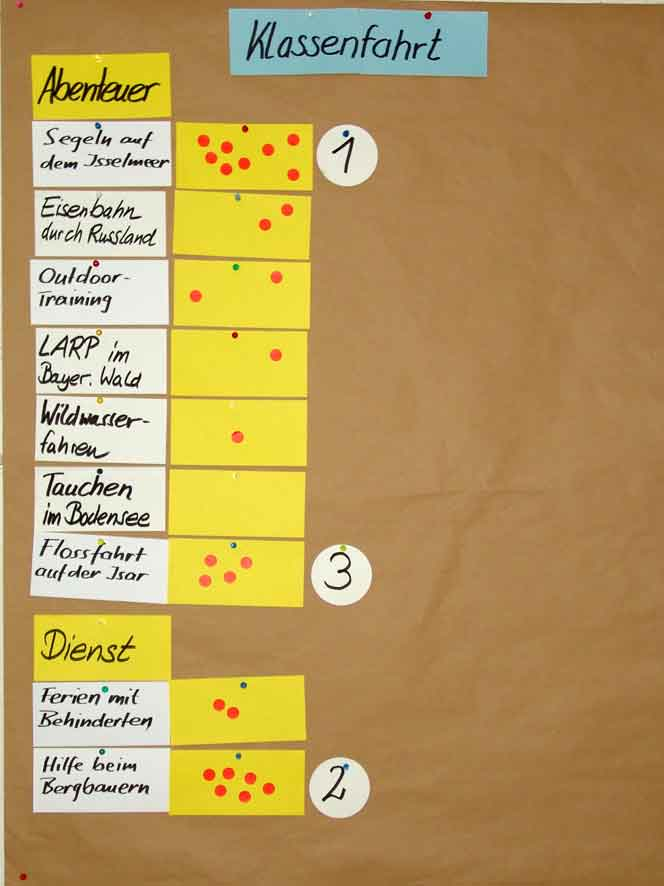
Rangfolge feststellen
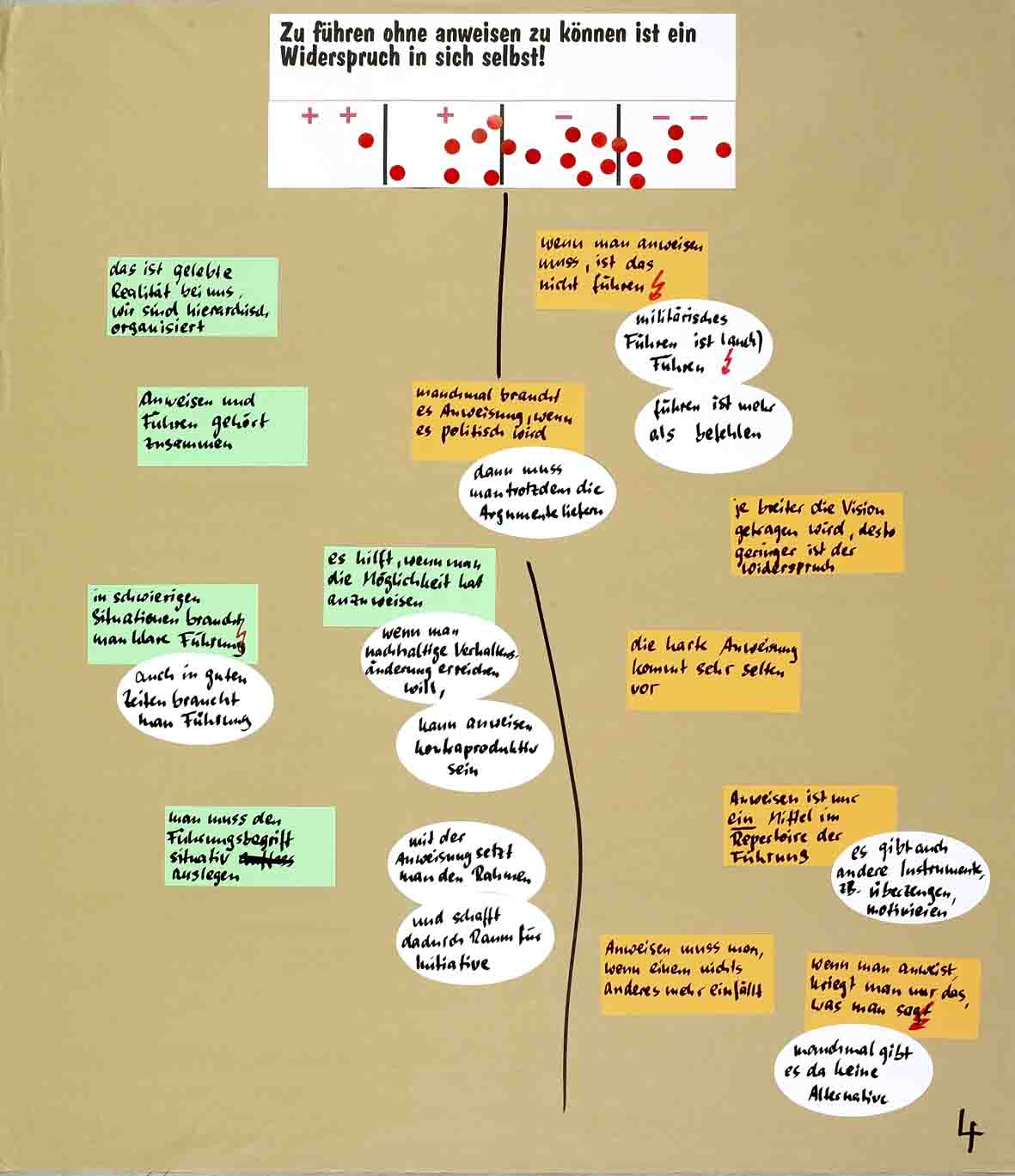
These prüfen

### To-Do-Liste
Oft werden aus den bearbeiteten Themen Aufgaben oder Projekte abgeleitet. In einer To-Do-Liste wird dann festgehalten, wer was wann wo wie mit wem bis wann tut. Sie dient auch zur Dokumentation des aktuellen Bearbeitungsstandes.

### Abschlusspräsentation
Zum Schluss werden alle Energien der Gruppe nochmal zusammengeführt und gemeinsam das Geleistete und Erreichte gewürdigt und auch das noch nicht Erreichte benannt. Ein Ausblick auf die weitere Entwicklung beschließt die Moderation.

## Dramaturgie
Die Dramaturgie entscheidet, welche Atmosphäre im Raum entsteht, wie Vorträge, Präsentationen und Diskussionen zu einem nützlichen Ganzen verbunden werden, welche Ergebnisse möglich sind, und in welcher Stimmung die Teilnehmer die Veranstaltung am Ende verlassen. Dramaturgie besteht aus drei Ebenen:
- eine förderliche Arbeitsatmosphäre und Gruppenkultur gestalten
- eine Veranstaltung planen und strukturieren, und sie entsprechend eröffnen, leiten und schließen
- die Sach- und Beziehungsebene verbinden

Moderation ist einerseits ein Handwerk, und gleichzeitig eine Kunst.

### Atmosphäre und Kultur
Zur „Kunst“ gehört, dass der Moderator eine Atmosphäre und Kultur gestaltet, in der das Handwerk zielführend eingesetzt werden kann. Welche Wirkungen werden erzeugt? Welche Bilder werden in den Köpfen der Teilnehmer produziert? Welche Energien werden geweckt? Wie werden diese zusammengeführt?
Dafür setzt er dynamische Moderationsformen ein, schafft Spannungsbögen, bezieht alle mit ein. Er ist Gastgeber, Dompteur, Leittier, Pate, Seelsorger, Wegweiser, Unwissender („Ich weiß, dass ich nichts weiß!“), und vieles mehr. Die wichtigsten Mittel sind Fragen, aktives Zuhören, Zusammenfassen und Strukturieren. Durch Worte, Stimme, Bewegungen, Gesten, Positionswechsel, Haltungen, Rückzug und Aktion gestaltet der Moderator die Dramaturgie.

### Planung und Strukturierung
Gute Moderatoren planen den Ablauf einer Moderation in einzelnen Schritten. Leitfragen sind: Wer sind die Teilnehmer? Was sind ihre persönlichen Anliegen, Befürchtungen und Kompetenzen? Was will die Gruppe beziehungsweise der Auftraggeber? Wie viel Zeit steht zur Verfügung? Wie viel Erfahrung hat die Gruppe mit Gruppenarbeit und Moderation? Welche Vorarbeiten wurden bereits geleistet? Mit welchen Ergebnissen? Wie sind die Machtstrukturen? Welche Konflikte sind zu berücksichtigen?
Daraus entwickelt der Moderator dann ein Konzept für den Ablauf, bestimmt die Thesen und Fragen, legt die methodischen Schritte fest, und macht einen genauen Zeitplan für jeden einzelnen Schritt. Falls verschiedene Entwicklungswege möglich sind, werden diese durch Planung einer „verzweigten Dramaturgie“ berücksichtigt. Nach einer einladend-aufrüttelnden Eröffnung setzt der Moderator die einzelnen Schritte um. Und mit einem verbindlichen Abschluss sorgt er dafür, dass die Gruppe und alle Teilnehmer mit einem Gefühl von „jetzt beginnt ein neuer Abschnitt“ freudig nachhause gehen.

### Sach- und Beziehungsebene

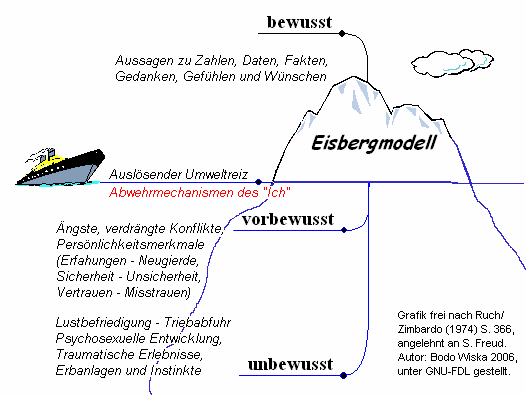
Sach- und Beziehungsebene
Themenzentrierte Interaktion

In jeder Kommunikation wirken gleichzeitig eine Sachebene und eine Beziehungsebene (siehe Vier-Ohren-Modell). Gegenseitige Wertschätzung, Achtsamkeit, Neugier und der Wille zum gemeinsamen Gestalten sind Voraussetzungen für den Erfolg. Es ist Aufgabe des Moderators, eine Atmosphäre zu gestalten, in der ein entsprechendes „Wir“-Gefühl entsteht.
Zwischenmenschliche Konflikte müssen erkannt und erforderlichenfalls bearbeitet werden. Wenn Zwischenmenschliches auf der Sachebene ausgetragen wird, wird der Ablauf der Moderation gestört und das Ergebnis verschlechtert. Auch versteckte Motive stören den Erfolg (siehe Eisbergmodell).
Bewährt hat sich die Themenzentrierte Interaktion, bei der das Spannungsdreieck von Ich, Gruppe und Thema methodisch berücksichtigt und ausgeglichen wird.

## Technik

### Material
Die Pinnwand ist eine frei und beweglich im Raum stehende feste Schaumstofftafel im Format 110 cm × 140 cm, die mit einem Packpapier bespannt ist. Die Karten haben ein Format von 1/3 DIN A4 (21 cm × 10 cm) und sind aus festem Papier (> 120 g/m²). Geeignet ist weißes Recycling-Papier oder blasse Farben für einen guten Kontrast zur schwarzen Schrift. Die Filzschreiber haben eine Strichdicke von 2 bis 3 mm. Die Karten sollen dreizeilig in Halbsätzen beschrieben werden, mit einer Schrifthöhe die aus der Ferne gut gelesen werden kann. Die Karten werden mit kurzen Pinnadeln mit rundem Kopf festgesteckt. Die Nadeln stecken in einem Nadelkissen, das der Moderator am Handgelenk trägt.

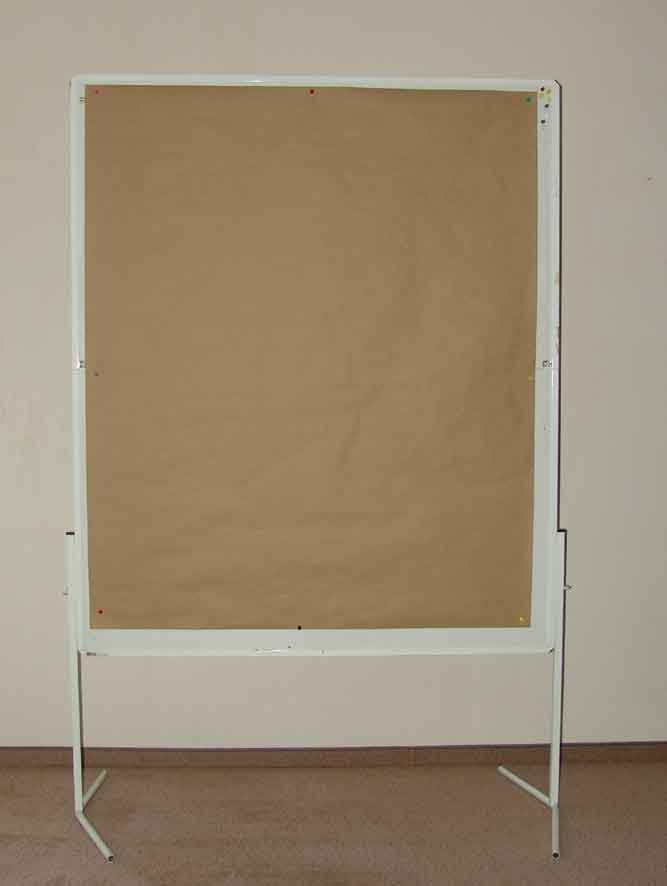
Pinnwand mit Packpapier
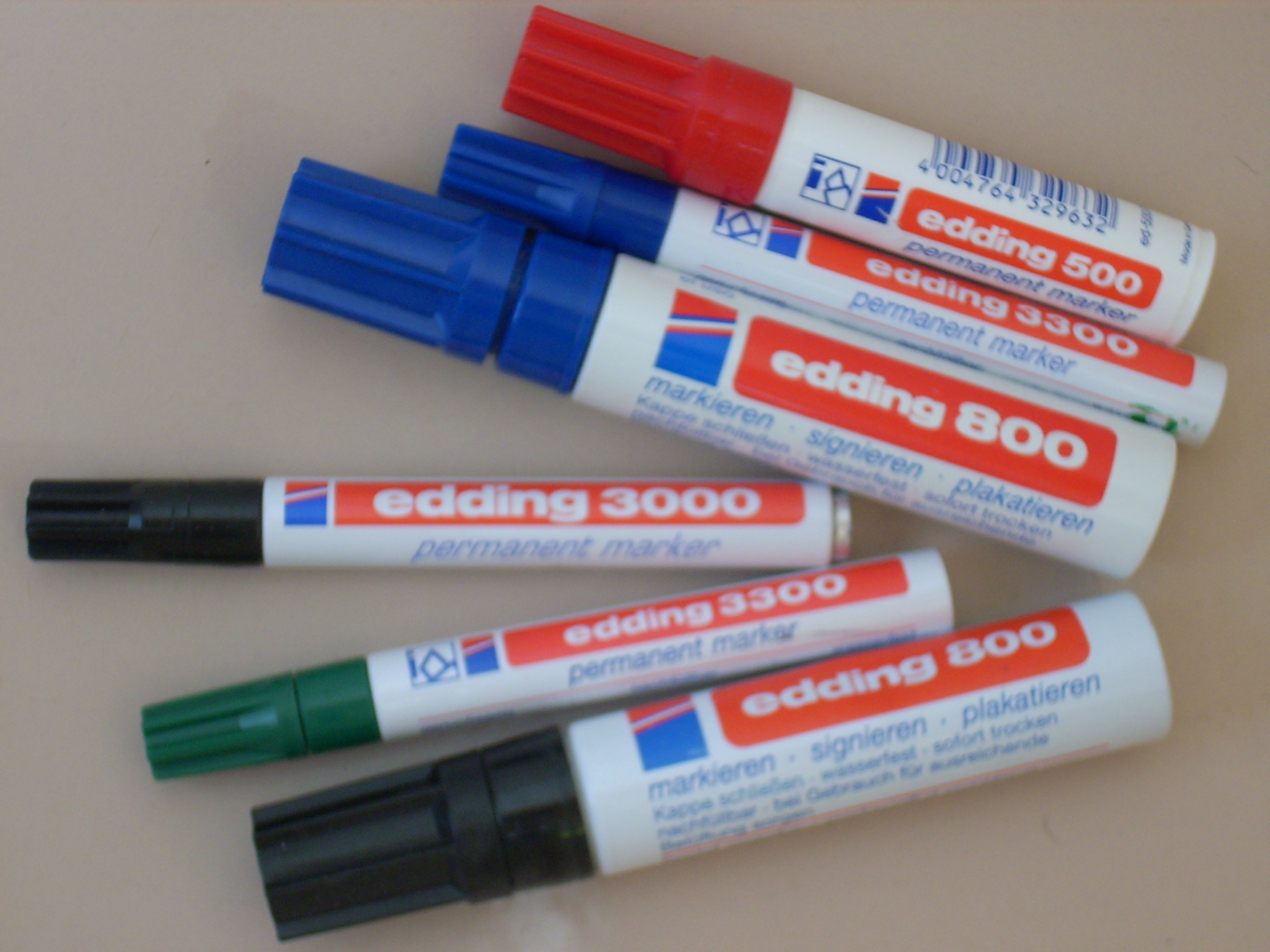
Filzschreiber
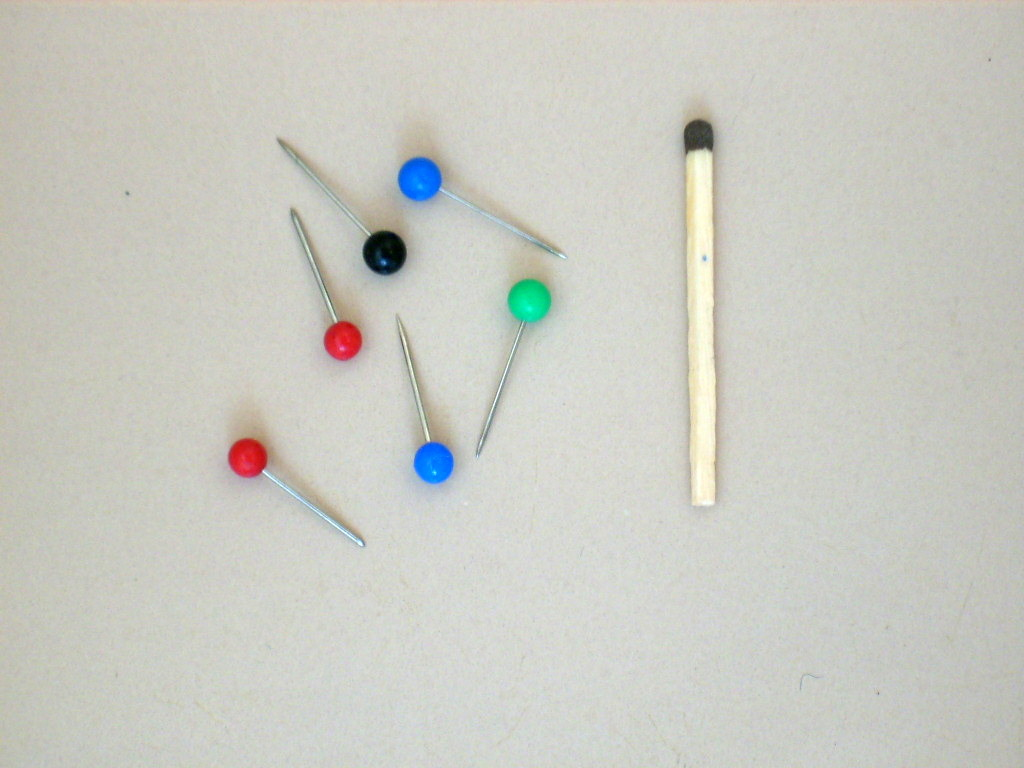
Pin-Nadeln
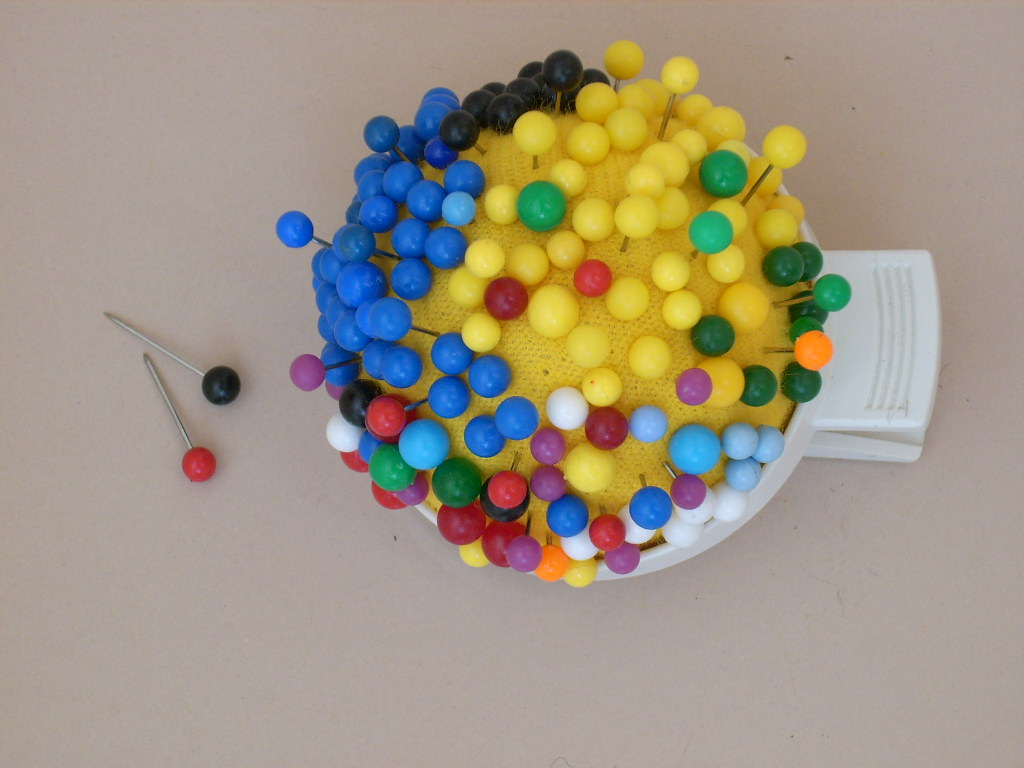
Nadelkissen
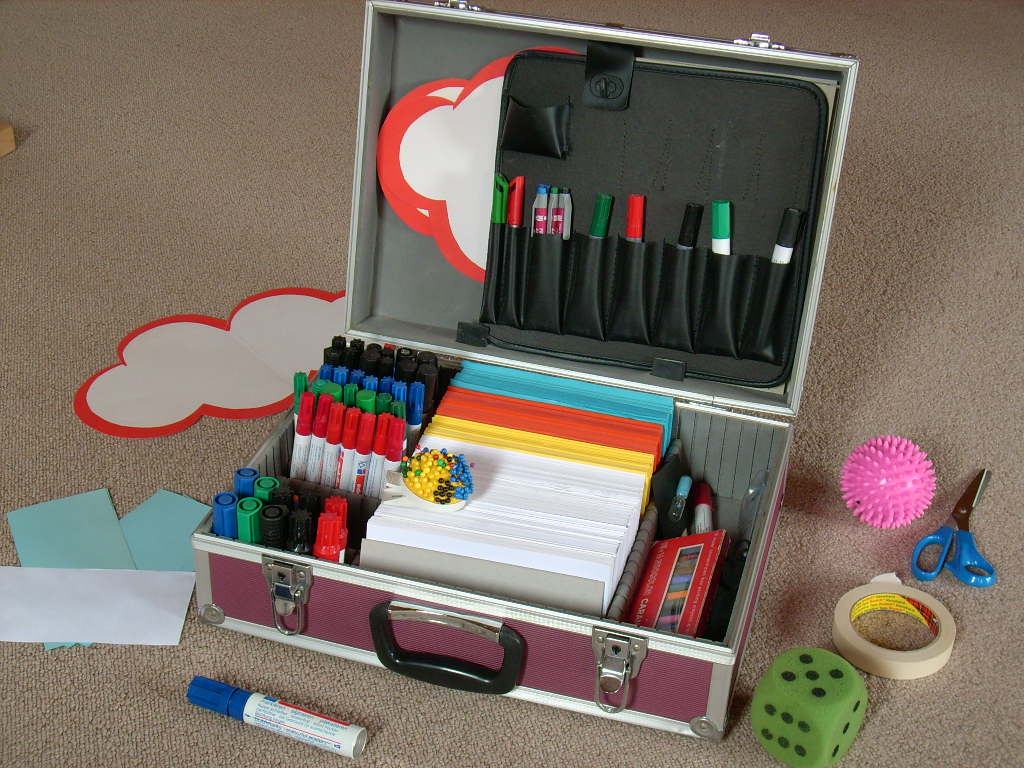
Moderatorenkoffer
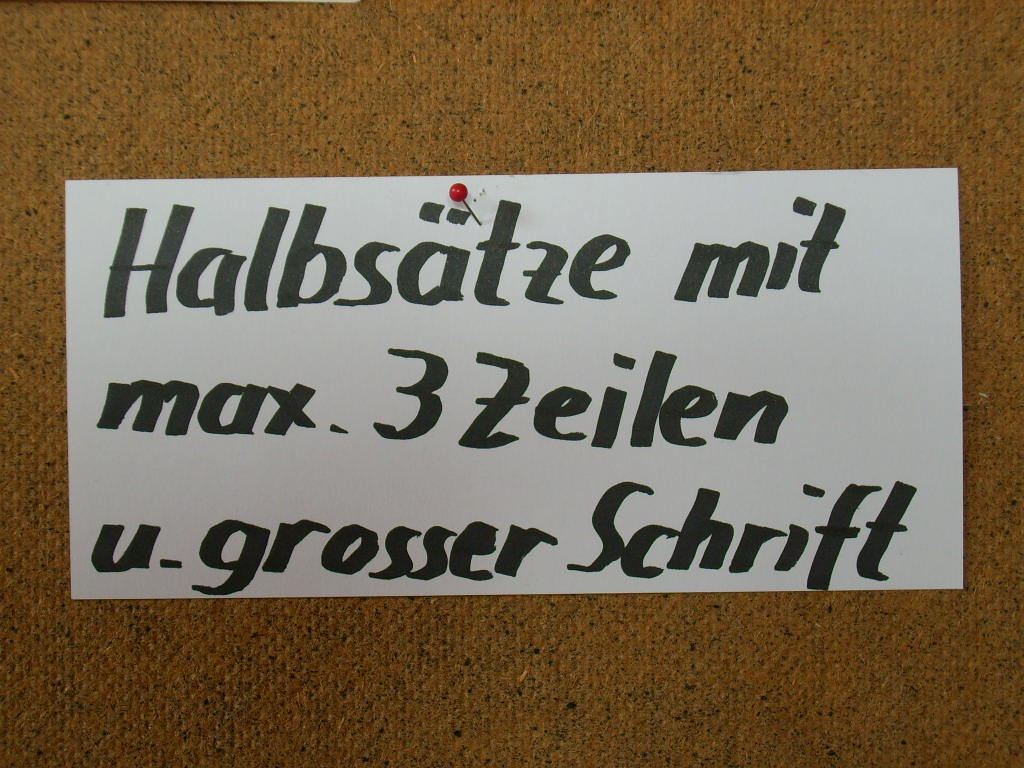
Moderationskarte

### Raum

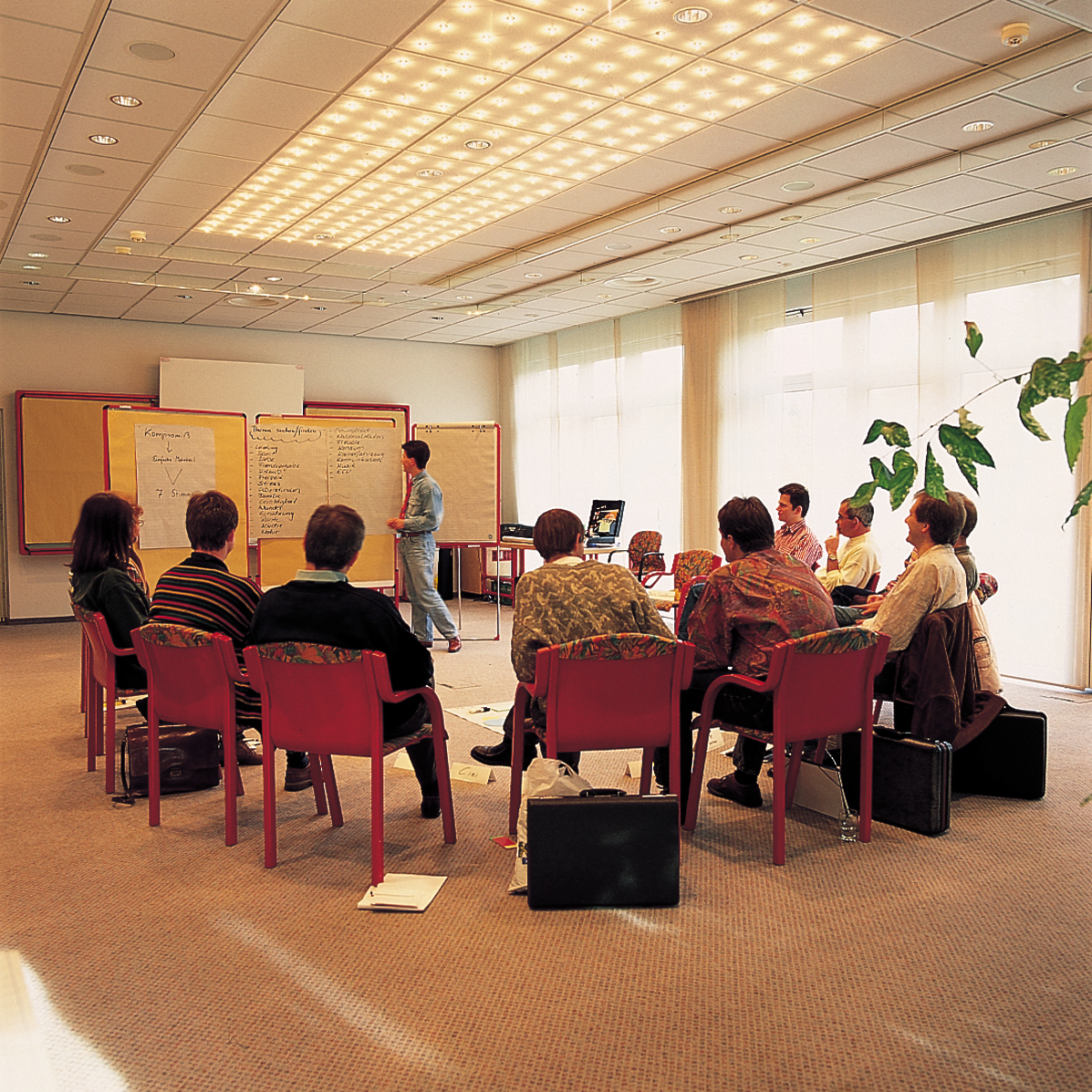
Stuhlkreis

Bewährt hat sich ein etwa quadratischer Raum, in dem alle Teilnehmer in einem Stuhl-Kreis oder -Oval sitzen können. Jeder soll den anderen sehen. In einer Ecke stehen drei oder mehr Pinnwände, beidseitig bespannt mit mattem Packpapier, und zusätzlich 2 Flipcharts mit unliniertem Papier. An der Wand Magnetschienen mit Magneten zum Aufhängen fertiger Flipcharts und Pinnwandpapiere (geht auch mit Krepp-Klebeband). Auf einem Rollwagen oder einem kleinen Tisch befinden sich Filzstifte, Pinnadeln, Karten, Klebestift und weiteres Material. Der Raum soll Tageslicht haben, die Fenster zum Öffnen und mit Sonnenschutz. Für Gruppenarbeit werden die Pinnwände an die Stirnseiten oder in die Ecken gestellt, damit sich die Gruppen den Rücken zuwenden und sich nicht gegenseitig stören. Pinnwände können auch als mobile Raumteiler verwendet werden. Für die Präsentation von Bildern und Filmen ist ein Beamer mit Projektionsfläche erforderlich, für Musik eine kleine Musikanlage mit CD und Line-In oder USB.
Für Gruppen bis 20 Teilnehmern reicht ein Raum von 50 bis 70 m². Für Gruppen ab 50 Teilnehmern ist ein Mikrofon hilfreich. Für Großgruppen braucht man entsprechend mehr Platz.

### Dokumentation
Ergebnisse werden mit einer Kamera festgehalten. Auch der Verlauf und Zwischenergebnisse können so dokumentiert werden. Bilder können per E-Mail verschickt oder als Protokoll ausgedruckt und so dokumentiert werden. Zum Schluss werden die Karten mit einem Klebestift auf das Packpapier geklebt und das Ganze im Projektraum zur Visualisierung und weiteren Verwendung aufgehängt.

## Vorteile
Mit der Pinnwandmoderation werden alle Teilnehmer gleichberechtigt einbezogen. Gedanken und der gemeinsame Entscheidungsprozess werden visualisiert. Die Methode ermöglicht systematisches und erfolgreiches Arbeiten. Gemeinsame erarbeitete Entscheidungen werden besser umgesetzt. Die Methode ist sehr flexibel. Das erforderliche Material ist heute in jedem Tagungshaus verfügbar.

## Entstehungsgeschichte
Die Pinnwandmoderation wurde um 1970 von der Firma Metaplan entwickelt und ist daher auch als „Metaplan-Methode“ bekannt.

## Elektronische Meetingsysteme
Wesentliche Elemente der Pinnwandmoderation sind eingeflossen in elektronische Meetingsysteme, die – meist in Verbindung mit einer Telefon- oder Webkonferenz – die Durchführung von Workshops über das Internet ermöglichen.